# Flugunfall einer Lockheed L-188 Electra der Trans Service Airlift
Der Flugunfall einer Lockheed L-188 Electra der Trans Service Airlift ereignete sich am 18. Dezember 1995. Eine Passagiermaschine des Typs Lockheed L-188 Electra der Fluggesellschaft Trans Service Airlift aus Zaire (heute Demokratische Republik Kongo) stürzte dabei kurz nach dem Start von einem Flugplatz in Jamba, damalige Provinz Cuando Cubango, Angola ab, wobei 141 Menschen getötet wurden. Es handelt sich um den schwersten Zwischenfall mit einer Lockheed L-188 Electra.

## Maschine
Bei der verunglückten Maschine handelte es sich um eine Lockheed L-188 Electra mit der Werknummer 1080, die am 28. August 1959 mit dem Luftfahrzeugkennzeichen N5539 erstmals an die Eastern Air Lines ausgeliefert worden war. Ab dem 15. Dezember 1968 gehörte die Maschine mit ihrem neuen Kennzeichen ZP-CBZ zur Flotte der Líneas Aereas Paraguayas, ehe sie am 18. Februar 1994 durch die Zotti Group Aviation aus Florida, USA nach Zaire an das Unternehmen New ACS vermittelt wurde, das die Maschine mit dem neuen Luftfahrzeugkennzeichen 9Q-CRR zuließ. Am 8. Januar übernahm die Trans Service Airlift die Maschine. Das viermotorige Flugzeug war mit vier Turboproptriebwerken des Typs Allison 501-D13 ausgestattet. Die Bemalung der Maschine entsprach im Wesentlichen noch der der Líneas Aereas Paraguayas, die Maschine war weiß mit roten Streifen seitlich, die Schriftzüge der Fluggesellschaft und das Leitwerk waren weiß übermalt worden.

## Flugzweck
Die Maschine war an dem Tag von Zaire nach Angola geflogen. Über den Flugplan und Zweck des Fluges sowie den Absturzort wurden nach dem Absturz widersprüchliche Angaben gemacht. Zunächst gaben Behörden aus Zaire an, die Maschine habe zairische Minenarbeiter aus Kinshasa zu Diamantenminen in Cahungula, in der Provinz Lunda Norte transportiert und dass die Maschine dort abgestürzt sei. Später wurde bekannt, dass die Maschine einen Charterflug für die UNITA durchführen sollte, welche als Konfliktpartei im Bürgerkrieg in Angola seit 1993 mit einem Handelsembargo belegt war. Es gab in dieser Zeit häufige Flüge aus Zaire nach Angola, die einer Umgehung der Sanktionen dienen sollten. Die Trans Service Airlift war eine der Fluggesellschaften, die mit diesen Operationen in Verbindung gebracht wurde. Üblicherweise dienten die Flüge humanitären Zwecken. Die UNITA behauptete, Flugzweck sei gewesen, Familien, die während des Bürgerkriegs Zuflucht in der Rebellenhochburg gesucht hatten, in andere Regionen des Landes auszufliegen.

## Flugverlauf und Unfallhergang
Die Maschine wurde mit fünf Besatzungsmitgliedern an Bord vom Flughafen Kinshasa-Ndjili nach Jamba in der Provinz Cuando Cubango ausgeflogen, wo sich lange Zeit das Hauptquartier der UNITA befunden hatte und wo nordwestlich der Stadt eine namenlose Landepiste mitten im Dschungel existiert. Dort stiegen insgesamt 139 Passagiere zu und es wurde Fracht verladen. Kurz darauf startete die Maschine zu einem unbekannten Ziel, vermutlich einem Ort im Norden Angolas. Zwei Minuten nach dem Start stürzte die Maschine ab.

## Opfer
Bei dem Absturz wurden 141 Personen getötet, lediglich der Erste Offizier und zwei Passagiere überlebten. Zunächst wurde von sechs Überlebenden, darunter fünf Passagieren berichtet, von diesen verstarben jedoch in den Tagen nach dem Unfall drei.

## Ursache
Die genaue Absturzursache wurde nie bekannt. In einigen Berichten wurde darüber spekuliert, dass die verladene Fracht nach dem Start nach hinten verrutscht sei, wodurch sich der Schwerpunkt der Maschine verlagert habe und diese unkontrollierbar geworden sei. Mit 144 Insassen befanden sich ungeachtet der zusätzlich transportierten Fracht 40 Personen mehr an Bord als herstellerseitig zugelassen.